# راؤول ريفيرو
راؤول ريفيرو (بالإسبانية: Raúl Rivero) هو صحفي وكاتب وشاعر كوبي وإسباني، ولد في 23 نوفمبر 1945 في مورون في كوبا.

## وصلات خارجية
- راؤول ريفيرو على موقع مونزينجر (الألمانية)